# 立花かんな
立花 かんな（たちばな かんな、1987年5月22日 - ）は京都府出身のグラビアアイドル。ウィザード・ファクトリー所属。

## リリース作品

### DVD
- かんな （ラインコミュニケーションズ、2008年5月発売）[1]

## テレビ番組
- 神さまぁ〜ず（2008年9月16日、TBS）

## 雑誌
- Bejean白娘隊（GOT）2008年5月号